# Dobrava pri Stični
Dobrava pri Stični este o localitate din comuna Ivančna Gorica, Slovenia, cu o populație de 44 de locuitori.